# Südafrika gegen Israel (Völkermordkonvention)
Südafrika gegen Israel ist ein am 29. Dezember 2023 von Südafrika vor dem Internationalen Gerichtshof (IGH) gegen Israel eingeleitetes Verfahren wegen eines möglichen Verstoßes gegen die Völkermordkonvention (offiziell als Application of the Convention on the Prevention and Punishment of the Crime of Genocide in the Gaza Strip (South Africa v. Israel), zu deutsch „Anwendung der Konvention über die Verhütung und Bestrafung des Völkermordes im Gazastreifen (Südafrika gegen Israel)“ bezeichnet). Das Verfahren hat das israelische Vorgehen im Krieg in Israel und Gaza seit 2023 zum Gegenstand. 

## Hintergrund
In der Einreichung Südafrikas wird die Behauptung aufgestellt, Israel begehe Völkermord an Palästinensern im Gazastreifen, was einen Verstoß gegen die Konvention über die Verhütung und Bestrafung des Völkermordes darstelle. Südafrika stellt die Anklagen in einen Kontext, den es als das breitere Verhalten Israels gegenüber den Palästinensern beschreibt, einschließlich dessen, was Südafrika als 75-jährige Apartheid, 56-jährige Besetzung und 16-jährige Blockade des Gazastreifens beschreibt.
Südafrika hat den IGH gebeten, sofortige vorläufige Schutzmaßnahmen zu ergreifen, indem es für Israel anordnet, seine militärischen Operationen in und gegen Gaza sofort einzustellen.
Das israelische Außenministerium bezeichnete die Vorwürfe Südafrikas als „grundlos“
und beschrieb Südafrika als „juristischen Arm“ der Hamas.
Israel behauptet, dass es einen Krieg zur Selbstverteidigung im Einklang mit internationalem Recht führe, nachdem am 7. Oktober 2023 von der Hamas geführte Angriffe auf israelisches Territorium stattgefunden hatten, bei denen etwa 1200 Menschen getötet wurden, und aufgrund des anhaltenden Raketenbeschusses auf zivile Bevölkerungszentren und der Geiselnahme; dass die offiziellen Direktiven des israelischen Kriegskabinetts und der Militärbehörden, die für die Kriegsführung verantwortlich seien, keine Politik der Völkermordabsicht erkennen ließen. Obwohl diese die hohe Zahl ziviler Opfer anerkennen, behaupten sie, dass diese das Ergebnis der Nutzung ziviler Infrastruktur durch die Hamas und andere militanten Gruppen als Deckung für ihre militärischen Operationen seien. Sie befolgen internationales Recht und würden humanitäre Hilfe in das Gebiet lassen.
Am 11. und 12. Januar 2024 wurden am Sitz des im Friedenspalast in Den Haag öffentliche Anhörungen zu Südafrikas Antrag auf vorläufige Schutzmaßnahmen abgehalten. Israel wird von mehreren Anwälten vertreten, darunter Malcolm Shaw, Tal Becker, und Eyal Benvenisti das südafrikanische Anwaltsteam umfasst John Dugard, Adila Hassim, Tembeka Ngcukaitobi und Vaughan Lowe. Israel und Südafrika ernannten jeweils Aharon Barak und Dikgang Moseneke als ad-hoc-Richter.
Das Gericht erließ am 26. Januar 2024 einen Beschluss in Bezug auf den Antrag auf vorläufige Maßnahmen, in dem es für Israel anordnete, alle Maßnahmen zu ergreifen, um Handlungen zu verhindern, die als völkermörderisch betrachtet werden könnten. Das Gericht ordnete keine Waffenruhe an. Das Gericht sagte, dass „zumindest einige der von Südafrika behaupteten Handlungen und Unterlassungen Israels in Gaza in den Anwendungsbereich der Völkermord-Konvention fallen könnten“ und äußerte „große Besorgnis“ über das Schicksal der Geiseln im Gazastreifen.
Wie vom Gericht angeordnet, legte Israel am 26. Februar 2024 einen Bericht über die Maßnahmen vor, die zur Umsetzung aller angeordneten Maßnahmen ergriffen wurden. Human Rights Watch sagte, dass Israel mindestens eine Maßnahme in Bezug auf die Bereitstellung von Hilfsgütern nicht eingehalten habe, da seit dem Urteil weniger Lastwagen in den Gazastreifen gelangt seien als in den Wochen davor. Dabei stütze es sich unter anderem an die Angaben des UNOCHA.

## Entscheidung über vorläufige Maßnahmen
In seinem Beschluss vom 26. Januar 2024 ordnete das Gericht eine Reihe von vorläufigen Maßnahmen gegen Israel an, wobei es die Plausibilität der Behauptungen Südafrikas und die prima facie Zuständigkeit zur Entscheidung über den Streitfall anerkannte. Obwohl es den Antrag Südafrikas, Israel zur Aussetzung seiner militärischen Operationen in Gaza aufzufordern, nicht gewährte, ordnete das Gericht Israel an, Maßnahmen zu ergreifen, um Akte des Völkermordes im Gazastreifen zu verhindern, und innerhalb eines Monats dem Gericht über diese zu berichten; zur Verhütung und Bestrafung von Anstiftung zum Völkermord humanitäre Hilfe nach Gaza zu lassen und generell mehr Maßnahmen zum Schutz der Palästinenser zu ergreifen.
Das Gericht ordnete Israel an:
- Handlungen zu vermeiden, die in den Anwendungsbereich der Völkermordkonvention fallen; 15 Stimmen zu 2, mit Julia Sebutinde und Aharon Barak in der Opposition
- Mit sofortiger Wirkung sicherzustellen, dass das Militär keine in Punkt 1 beschriebenen Handlungen begeht; 15 Stimmen zu 2, mit Julia Sebutinde und Aharon Barak in der Opposition
- Anstiftung zum Völkermord zu verhindern und zu bestrafen; 16 Stimmen zu 1, mit Julia Sebutinde in der Opposition
- Effektive Maßnahmen zur Gewährung humanitärer Hilfe zu ergreifen; 16 Stimmen zu 1, mit Julia Sebutinde in der Opposition
- Effektive Maßnahmen zur Verhinderung der Zerstörung von Beweisen zu ergreifen; 15 Stimmen zu 2, mit Julia Sebutinde und Aharon Barak in der Opposition
- Innerhalb eines Monats einen Bericht über die Einhaltung aller Maßnahmen vorzulegen; 15 Stimmen zu 2, mit Julia Sebutinde und Aharon Barak in der Opposition
- Das Gericht äußerte auch „große Besorgnis“ über das Schicksal der Geiseln im Gazastreifen und forderte deren sofortige Freilassung.[24]

Bei der Anordnung vorläufiger Maßnahmen kam das Gericht zu dem Schluss, dass die von Südafrika vorgelegten Beweise „ausreichen, um zu schließen, dass zumindest einige der von Südafrika geltend gemachten Rechte, für die es Schutz sucht, plausibel sind“, machte jedoch klar, dass dies keine Entscheidung darüber war, ob Israel gegen die Konvention verstößt.
Als Reaktion auf das Urteil sagte der israelische Premierminister Benjamin Netanjahu: „Der gegen Israel erhobene Vorwurf des Völkermordes ist nicht nur falsch, er ist empörend, und anständige Menschen überall sollten ihn zurückweisen. […] Israel wird weiterhin gegen die Hamas, eine völkermörderische Terrororganisation, verteidigen“, und der israelische Minister für nationale Sicherheit, Itamar Ben-Gvir, bezeichnete das Gericht als antisemitisch. Riyad al-Maliki, Außenminister der Palästinensischen Autonomiegebiete, sagte, das Gericht habe „zugunsten der Menschlichkeit und des internationalen Rechts entschieden“.

## Eilanträge zu vorläufigen Maßnahmen gegen Angriff auf Rafah
Südafrika reichte am 12. Februar 2024 einen Eilantrag zu Angriffen Israels auf Rafah ein. Darin stellt die südafrikanische Regierung fest, „dass die beispiellose Militäroffensive gegen Rafah, wie sie vom Staat Israel angekündigt wurde, bereits zu weiteren massiven Tötungen, Schäden und Zerstörungen geführt hat und führen wird“. Die südafrikanische Regierung begründete ihren Eilantrag damit, dass ein Angriff auf Rafah „ein schwerwiegender und nicht wiedergutzumachender Verstoß sowohl gegen die Völkermordkonvention als auch ein Bruch des Beschlusses des Gerichtshofs vom 26. Januar 2024“ bedeutete. Das Gericht verwies auf die am 26. Januar 2024 verfügten Anordnungen, die auch in Rafah Geltung hätten.
Am 10. Mai 2024 reichte Südafrika einen weiteren Eilantrag zu Rafah ein. Die Richter des Internationalen Gerichtshofs entschieden am 24. Mai 2024 mit 13:2 Stimmen, Israel müsse seine umstrittene Rafah-Offensive und anderen Maßnahmen im Gouvernement Rafah, die Lebensbedingungen schüfen, die zur vollständigen oder teilweisen Vernichtung der palästinensischen Zivilbevölkerung führen könnten, angesichts der „katastrophalen humanitären Lage“ unverzüglich stoppen. Israel müsse zudem den Grenzübergang in Rafah für humanitäre Hilfslieferungen öffnen und UN-Ermittlern Zugang zum Gazastreifen gewähren. Außerdem wiederholten die Richter ihre Forderung, dass die israelischen Geiseln sofort und ohne Vorbedingungen freigelassen werden sollten. Die genaue Bedeutung der Anordnung zur Beendung der Rafah-Offensive wurde kontrovers diskutiert; einige Juristen sahen in der Formulierung des IGH keine uneingeschränkte Aufforderung zum Stopp der Offensive, sondern nur eine Anordnung, solche Operationen einzustellen, die gegen Israels Verpflichtungen aus der Völkermordkonvention verstoßen würden. Israel setzte seine Rafah-Offensive fort.

## Internationale Beteiligung/Reaktionen
Die folgenden Staaten und internationalen Organisationen begrüßten die Klage:
1. Ägypten[38]
2. Algerien
3. Bangladesch[39]
4. Belgien[38]
5. Bolivien[39]
6. Brasilien[40]
7. Chile[41]
8. Dschibuti
9. Indonesien
10. Iran
11. Irak
12. Irland[42]
13. Jordanien[39]
14. Kolumbien[43]
15. Komoren
16. Kuba[38]
17. Libanon
18. Libyen[43]
19. Malaysia[39]
20. Malediven[39]
21. Mexiko[43]
22. Namibia[39]
23. Nicaragua[43]
24. Pakistan[39]
25. Palästina[43]
26. St. Vincent und die Grenadinen
27. Simbabwe
28. Slowenien
29. Spanien[43]
30. Syrien
31. Türkei[43]
32. Venezuela[39]
33. Arabische Liga[44]
34. Organisation für islamische Zusammenarbeit

Chile, Kolumbien, Libyen, Mexiko, Nicaragua, Palästina, Spanien und die Türkei baten den IGH, sich der Klage anschließen zu dürfen. Ägypten, Belgien, Irland, Kuba und die Malediven erklärten, sie wollten dies ebenfalls zu tun, hatten aber Stand September 2024 noch keine entsprechenden Beitrittserklärungen beim IGH eingereicht.
Gegen den Antrag Südafrikas sind
1. Australien[47]
2. Österreich
3. Tschechische Republik
4. Frankreich
5. Deutschland[48]
6. Guatemala
7. Ungarn
8. Israel
9. Italien[49]
10. Paraguay
11. Vereinigte Staaten von Amerika[50]
12. Großbritannien[51]

### Stellungnahmen einzelner Länder
Südafrikas Fall wurde von den Vereinigten Staaten abgelehnt. John Kirby, Sprecher des Nationalen Sicherheitsrates der USA, sagte, die USA fänden die „Einreichung grundlos, kontraproduktiv und völlig ohne jegliche Grundlage in der Realität“. Der US-Außenminister Antony Blinken bezeichnete die Völkermordanklage gegen Israel als „grundlos“.
Der kolumbianische Präsident Gustavo Petro begrüßte die Aufforderung des Gerichtshofs an Israel, „Maßnahmen zu ergreifen, um einen Völkermord in Gaza zu verhindern“, und forderte als nächsten Schritt einen „Waffenstillstand für die vollständige Freilassung der Geiseln auf beiden Seiten“.
Guatemala sagte, dass die Einreichung bedauerlich sei und dass Israel eine „legitime Verteidigung gegen die Angriffe der terroristischen Gruppe Hamas“ durchführe.
Der österreichische Bundeskanzler Karl Nehammer und der tschechische Premierminister Petr Fiala sagten in einer gemeinsamen Erklärung, dass sie „jeglichen Versuchen, den IGH zu politisieren, entgegenstehen“.
Der ungarische Außenminister Péter Szijjártó verurteilte den „juristischen Angriff gegen Israel“.
Der britische Premierminister Rishi Sunak war der Meinung, dass Südafrikas Fall „völlig ungerechtfertigt und falsch“ sei, so sein Sprecher. Die britische Regierung wurde der Doppelmoral und Heuchelei bezichtigt, da das Vereinigte Königreich, ebenso wie Kanada, Deutschland, Dänemark, Frankreich und die Niederlande, sich im November 2023 dem Fall des IGH gegen Myanmar angeschlossen hatte, wegen des Völkermords an den Rohingya.
Deutschland hat seine Ablehnung gegen Südafrikas Antrag und seine Absicht bekannt gegeben, vor dem IGH zugunsten Israels einzugreifen. Der deutsche Vizekanzler Robert Habeck erklärte: „Man kann die israelische Armee dafür kritisieren, dass sie im Gazastreifen zu hart vorgeht, aber das ist kein Völkermord.“ Am 10. Januar 2024 sagte die deutsche Außenministerin Annalena Baerbock, dass „Israels Selbstverteidigung“ gegen die Hamas nicht als Völkermord betrachtet werden kann.

## Analysen
Lawfare, eine mit der Brookings Institution verbundene Website, verglich Südafrikas Antrag mit Verfahren, die von Gambia gegen Myanmar im Zusammenhang mit dem Völkermord an den Rohingya eingeleitet wurden. In Just Security, einem Online-Forum des Reiss Center on Law and Security, stellen Alaa Hachem und Professorin Oona A. Hathaway fest, dass Südafrikas Berufung auf erga omnes partes, eine Doktrin des Rechtsstands, „einem Vertragsstaat, der gemeinsame rechtliche Rechte schützt, erlaubt, diese Rechte durchzusetzen, selbst wenn der Staat nicht direkt von der Verletzung betroffen ist“. Hachem und Hathaway sagen, dass der Fall des Völkermords an den Rohingya (insbesondere die Annahme der Zuständigkeit durch den IGH), die Doktrin von erga omnes „revolutioniert“ habe. Sie kamen zu dem Schluss, dass es „höchst wahrscheinlich“ sei, dass das Gericht feststellen wird, dass Südafrika das Recht hat, das Verfahren einzuleiten. Sie stellten auch fest, dass die Feststellung einer genozidalen Absicht „außerordentlich herausfordernd“ sei.
Professor Luciano Pezzano, der im Blog des European Journal of International Law schreibt, argumentiert, dass die Berufung auf Artikel IX der Völkermordkonvention ein Mittel ist, durch das nicht betroffene Staaten ihre Verpflichtung zur Verhütung von Völkermord erfüllen können.
David Scheffer, der als erster Botschafter der Vereinigten Staaten für Kriegsverbrechen amtierte, kritisierte Südafrikas Fall für das, was er als „völligen Mangel an Anerkennung ... dass Israel im Krieg ist“, bezeichnete, und argumentierte, dass etwaige palästinensische zivile Todesfälle das Ergebnis einer militärischen Aktion gegen einen Feind sind, gegen den Israel ein „gerechtfertigtes Recht auf Selbstverteidigung“ hat, und nicht genozidale Absicht. Scheffer sagte, dass im militärischen und responsorialen Kontext der Ereignisse seit dem Angriff am 7. Oktober, gekoppelt mit Israels Evakuierung von Zivilisten aus Gaza und seinen humanitären Hilfsbemühungen, es „deutlich zu weit gehen würde, zu versuchen zu argumentieren, dass es Israel ist, das tatsächlich die Absicht hat, Völkermord zu begehen, wenn Israel auf einen genozidalen Akt reagiert, um weiteren Völkermord gegen Israel zu verhindern.“
Marc Weller, Professor für Internationales Recht und Internationale Verfassungsstudien an der Universität Cambridge, argumentiert, dass „Israel eine Prüfung seines Gewalteinsatzes und der damit verbundenen Praktiken sowie möglicher vorläufiger Schutzmaßnahmen nicht einfach durch Berufung auf Selbstverteidigung vermeiden kann.“ Während er feststellt, dass Israel einen „grausamen Angriff“ erlitten hat, der wahrscheinlich die Analyse des Gerichts zu seinem Selbstverteidigungsanspruch beeinflussen wird, kommt er zu dem Schluss, dass der Anspruch auf Selbstverteidigung die Erteilung vorläufiger Schutzmaßnahmen nicht ausschließt.
David Keane, ein Jura-Professor, der sich auf das Internationale Übereinkommen zur Beseitigung jeder Form von Rassendiskriminierung spezialisiert hat, stellt fest, dass die Behauptung in Südafrikas Antrag, Israel praktiziere Apartheid, „eine bemerkenswerte Aussage aus Südafrika ist, die vielleicht etwas von der übergreifenden Völkermordklage überschattet wurde.“ Keane weist darauf hin, dass Südafrikas Antrag auf die Arbeit des Ausschusses zur Beseitigung der Rassendiskriminierung Bezug nimmt.
In einer Reihe von Beiträgen auf Verfassungsblog erklärte Itamar Mann, Jura-Professor an der Universität Haifa, dass es „eher unwahrscheinlich“ scheint, dass das Gericht alle von Südafrika geforderten vorläufigen Maßnahmen gewähren würde, nach mündlichen Argumenten im Fall. Er argumentierte, dass das Gericht eine Reihe von vorläufigen Maßnahmen auferlegen könnte, aber wahrscheinlich nicht so weit gehen würde, Israel anzuweisen, die Feindseligkeiten auszusetzen. Er beschrieb Südafrikas Nichtbezugnahme auf den laufenden bewaffneten Konflikt als Prozessstrategie, die sich gegen seinen Fall auswirken könnte. Er äußerte Bedenken, dass die vorläufigen Maßnahmen das legitimieren könnten, was er als ausgedehnten oder potenziell „endlosen“ Krieg in Gaza beschrieb.
In einem Beitrag auf Verfassungsblog argumentiert Christian Walter, dass Deutschland sich im Verfahren zwischen Südafrika und Israel vor dem Internationalen Gerichtshof (IGH) auf Israels Seite stellen sollte, um eine sachgerechte Auslegung und Anwendung der Völkermordkonvention zu fördern. Er betont, dass die historische Verantwortung Deutschlands und die Notwendigkeit einer differenzierten Betrachtung der Situation in Gaza, einschließlich der Anerkennung Israels Recht auf Selbstverteidigung, es erforderlich machen, dass Deutschland gegen den Vorwurf des Völkermords interveniert. Walter kritisiert auch die einseitige Fokussierung auf den Völkermordvorwurf, da sie andere relevante rechtliche Aspekte des israelisch-palästinensischen Konflikts ausblende.